# Port lotniczy Altamira
Port lotniczy Altamira (IATA: ATM, ICAO: SBHT) – port lotniczy położony w Altamirze, w stanie Pará, w Brazylii.